# Céline Laporte
Pour les articles homonymes, voir Laporte.
Céline Roseline Laporte  (née le 7 décembre 1984 à Cannes en France) est une athlète seychelloise, spécialiste des épreuves combinées et du saut en longueur. 

## Biographie
Elle participe sous les couleurs de la France aux Championnats du monde juniors 2002, à Kingston, où elle se classe  13e du concours de l'heptathlon. Elle opte pour la nationalité seychelloise en 2003 et disputera sous ses nouvelles couleurs les Mondiaux 2003 sur 100 m haies.
En 2004, elle remporte la médaille de bronze de l'heptathlon lors des Championnats d'Afrique de Brazzaville. Elle participe aussi aux séries du 100 mètres haies des Jeux olympiques d'été de 2004 à Athènes. Elle se classe par ailleurs deuxième des Jeux de la Francophonie dans l'épreuve du saut en longueur. 
En 2006, Céline Laporte décroche la médaille de bronze des Jeux du Commonwealth, à Melbourne, en terminant troisième du concours de la longueur, derrière les Australiennes Bronwyn Thompson et Kerrie Taurima, avec un saut à 6,57 m, nouveau record personnel. Elle termine par ailleurs deuxième de l'heptathlon des Championnats d'Afrique, à Bambous, derrière la Sudafricaine Janice Josephs.
Elle détient les record des Seychelles du 100 m haies (13 s 70), du saut en longueur (6,57 m), de l'heptathlon (5 684 pts) et du relais 4 × 400 m (3 min 52 s 38).

### Palmarès
| Date | Compétition             | Lieu        | Résultat | Épreuve    | Performance |
| ---- | ----------------------- | ----------- | -------- | ---------- | ----------- |
| 2004 | Championnats d'Afrique  | Brazzaville | 3e       | Heptathlon | 5 172 pts   |
| 2004 | Jeux de la Francophonie | Niamey      | 2e       | Longueur   | 6,24 m      |
| 2006 | Jeux du Commonwealth    | Melbourne   | 3e       | Longueur   | 6,57 m      |
| 2006 | Championnats d'Afrique  | Bambous     | 6e       | Longueur   | 6,01 m      |
| 2006 | Championnats d'Afrique  | Bambous     | 2e       | Heptathlon | 4 932 pts   |

### Records
| Épreuve          | Performance | Lieu                | Date           |
| ---------------- | ----------- | ------------------- | -------------- |
| Heptathlon       | 5 684 pts   | Saint-Cyr-sur-Loire | 5 juillet 2005 |
| Saut en longueur | 6,57 m      | Melbourne           | 24 mars 2006   |